# Шестизяброва пилконоса акула
Шестизяброва пилконоса акула (Pliotrema warreni) — вид акул роду Pliotrema родини пилконосих.

## Опис
Загальна довжина досягає 1,12-1,136 м. Спостерігається статевий диморфізм: самиці більші за самців. Голова витягнута. Морда довга та пласка з бічними зубчиками як у всіх пилконосових акул. Також є вусики біля основи великих зубців. Особливістю є наявність 6 пар зябрових щілин. очі невеликі на верхній стороні голови. Тулуб довгий, циліндричний з 2 спинними плавцями. Анальний плавець відсутній.

## Спосіб життя
Воліє до середніх глибинах від 35 до 500 м, часто зустрічається на мілині. За допомогою морди-«пилки» розкопує ґрунт, викопуючи здобич. Останню вистежує за допомогою вусиків, а також здатності до електричного відчуття (на кшталт сонара). Живиться костистими рибами, головоногими молюсками та молюсками. Також використовує «пилку» при захисті від більш великих акул.
Статева зрілість у самців настає при розмірі у 83 см, у самиць — 110 см. Це яйцеживородна акула. Самиця народжує 5-7 дитинчат завдовжки 35 см.

## Розповсюдження
Мешкає уздовж узбережжя ПАР, Мозамбіку та на півдні Мадагаскару.